# Estée Cattoor
 (juillet 2021).
Si vous disposez d'ouvrages ou d'articles de référence ou si vous connaissez des sites web de qualité traitant du thème abordé ici, merci de compléter l'article en donnant les références utiles à sa vérifiabilité et en les liant à la section « Notes et références ».
Estée Cattoor est une footballeuse internationale belge née le 1er mai 2004 en Belgique. Elle évolue actuellement à Oud-Heverlee Louvain au poste d'attaquante.

## Biographie

### En club
Lors de la saison 2021-2022, les Louvanistes termineront la saison à la deuxième place, derrière le RSC Anderlecht malgré une victoire 1-0 de son équipe contre le champion en titre Anderlecht.

### En sélection
Le 12 juin 2021, elle honore sa première sélection avec la Belgique lors d'un match amical à Wiltz contre le Luxembourg (victoire 1-0). Avec une équipe constituée principalement de jeunes joueuses, elle est remplaçante et entre en jeu à la 60e minute à la place de Lyndsey Van Belle.